# Acta Mathematica

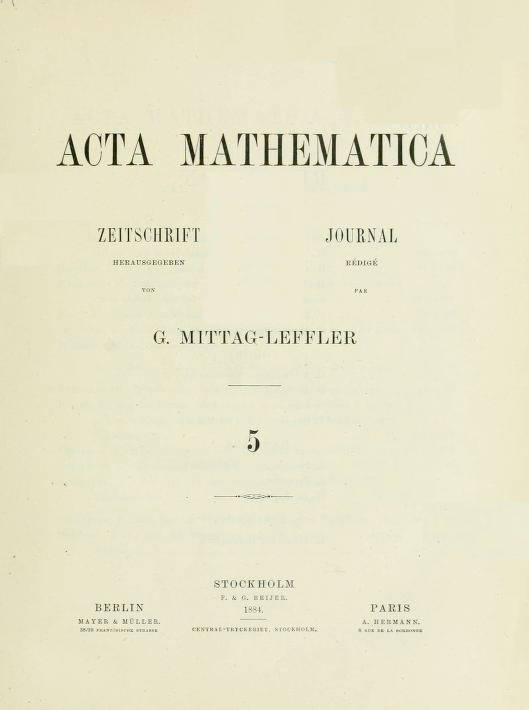

Acta Mathematica è una rivista scientifica a revisione paritaria fondata nel 1882 a Stoccolma dal matematico svedese Gösta Mittag-Leffler. È un trimestrale che pubblica articoli di ricerca sulla matematica, disponibile sia in formato cartaceo che digitale di proprietà dell'Institut Mittag-Leffler di Djursholm, dipendente dall'Accademia reale svedese delle scienze. Dal 2006 è stampata e distribuita dal gruppo editoriale Springer Science+Business Media.
Secondo un'indagine del Journal Citation Reports, il fattore d'impatto della rivista è stato di 2.619 nel 2009. Attualmente ne è direttore Anders Björner, dell'Istituto Mittag-Leffler.